# الطريق الجهوية رقم 82 (تونس)
الطريق الجهوية رقم 82 أو ط ج 82 طريق ثانوية تونسية ينتهي فيها كل من الطريق الجهوية رقم 96 والطريق الجهوية رقم 87 والطريق الجهوية رقم 119 تقع على الخط الساحلي تبدأ من أقصى شمال شرق ولاية المهدية، وتنتهي في الحزام الدائري (حزام بورقيبة) من ولاية صفاقس.